# Železná Ruda
Železná Ruda (germană Markt Eisenstein) se află în biorezervatul  Šumava, fiind un centru sportiv și turistic, în apropiere de Böhmerwald, granița germană și orașul bavarez Bayerisch Eisenstein.